# Sinopoda angulata
Sinopoda angulata är en spindelart som beskrevs av Jäger, Gao och Fei 2002. Sinopoda angulata ingår i släktet Sinopoda och familjen jättekrabbspindlar. Inga underarter finns listade i Catalogue of Life.